# Плита Дослідника

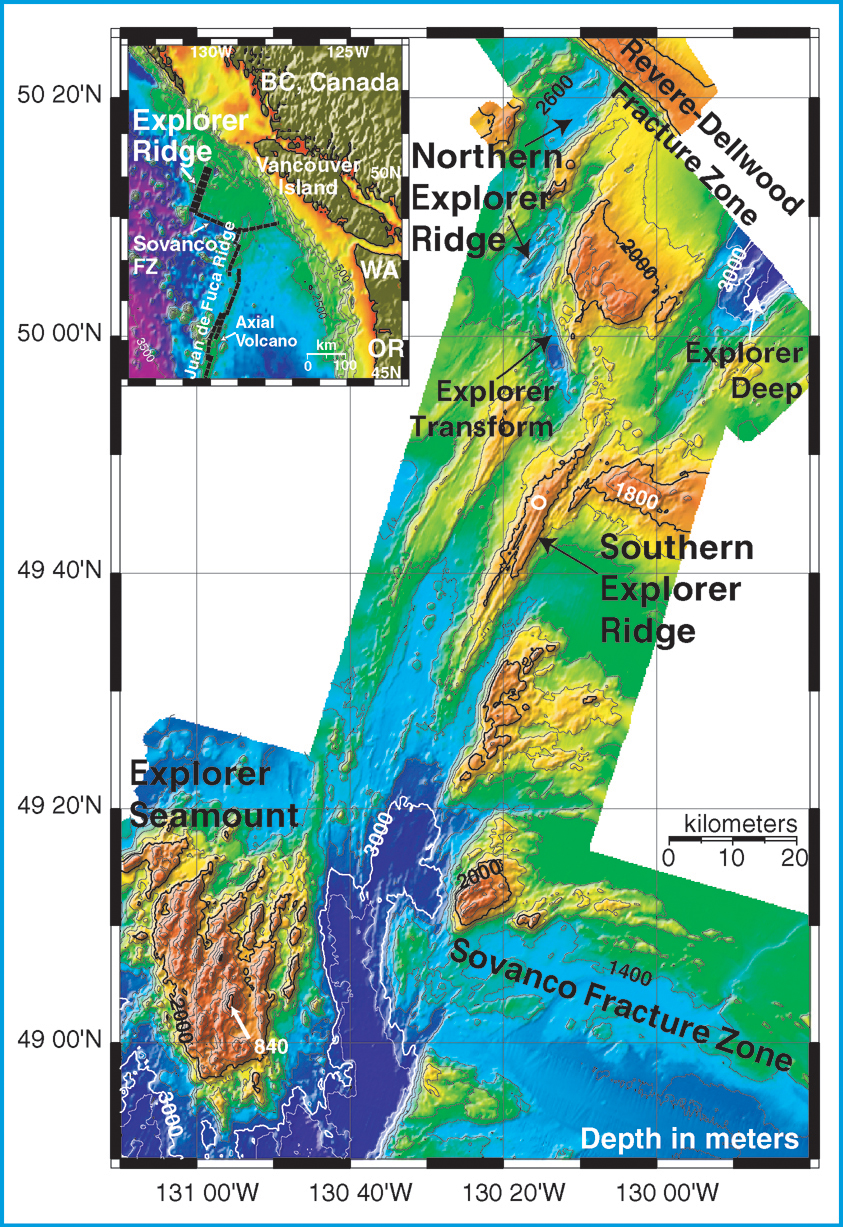
Плита Дослідника

Плита Дослідника є океанічною тектонічною плитою під Тихим океаном та на західному узбережжі острова Ванкувер Канада. На сході, плита Дослідника зазнає субдукції під Північноамериканську плиту. На півдні має трансформаційну границю зону розломів Сованко, відокремлюючий плиту Дослідника від Тихоокеанської плити. На південному сході трансформаційна границя — розлом Нутка відокремлює її від плити Хуан-де-Фука. На північному заході дивергентна границя з Тихоокеанською плитою, утворює хребет Дослідника. Плита Дослідника - один з північних залишків плити Фараллон.